# Barner 16
Barner 16 (Eigenschreibweise barner 16) ist ein inklusives Netzwerk professioneller Kulturproduktionen von Künstlern mit und ohne Behinderung. Der Name leitet sich vom Standort, der Barnerstraße 16 in Hamburg-Ottensen ab.

## Geschichte
barner 16 wurde 1989 von Kai Boysen gegründet. Das als Werkstatt für behinderte Menschen organisierte inklusive Künstlernetzwerk entstand aus der Band Station 17. Boysen fokussierte das Ziel, Menschen mit Behinderung einen sogenannten Künstlerarbeitsplatz anbieten zu können. Unter der Trägerschaft von alsterarbeit, einer Teilorganisation der Evangelischen Stiftung Alsterdorf, entstand das Netzwerk, welches in den Gattungen Musik, Theater, Film und bildender Kunst tätig ist. Darüber hinaus werden unter dem Dach von barner 16 Dienstleistungen wie Textil- und Siebdruck sowie die Digitalisierung von analogen Medien angeboten. Inzwischen sind über 150 Kunstschaffende bei barner 16 tätig.

## Musik
Im Musikbereich von barner 16 sind neben Station 17 insgesamt 15 weitere Bands ansässig, welche Genres von Ambient bis Volksmusik abdecken. Durch die Netzwerkstruktur von barner 16 ergeben sich ständig weitere, teilweise kurzlebige, Musikprojekte. Die Tonträger der Gruppen werden größtenteils über das hauseigene Label 17rec. Veröffentlicht. Die Organisation der Konzerte wird von der Konzertagentur 17booking übernommen. Musiker aus der Hamburger Indie-Szene wie Kevin Hamann oder Alex Tsitsigias sind im Musikbereich des Netzwerks tätig.

## Theater
Das Theaterensemble Meine Damen und Herren wurde 1995 vorerst unter dem Namen Station 17 Theater gegründet und nahm die Entwicklung eigener Theaterstücke auf. In den Folgejahren entstanden Produktionen in Kooperation mit u. a. Stefan Kurt, Oda Thormeyer, FM Einheit, Max Eipp, Gustav Peter Wöhler, Isabella Vértes-Schütter.
Das Ensemble brachte die Produktionen auf die Bühnen von u. a. dem Thalia Theater, Europäischen Zentrum der Künste Hellerau, Kampnagel, Fusion Festival, Théâtre National du Luxembourg, Münchner Kammerspiele, oder dem Staatstheater Mainz. 2005 benannte sich das Ensemble in Meine Damen und Herren um.

## Film
Unter dem Namen 17motion produziert der Film- und Videobereich der barner 16 Dokumentationen, Musikvideos, Imagefilme und regelmäßige Magazine, wie barner 16 erklärt die Welt oder das barner 16 Magazin. Während der Corona-Pandemie wurde die regelmäßig erscheinende Web-Serie barner 16 Mittendrin entwickelt, um die Produktionen, die das Netzwerk im mobilen Arbeiten erstellt hat, zu präsentieren.

## Bildende Kunst
Die 1980 gegründete Ateliergemeinschaft die Schlumper ist seit 2018 Teil von barner 16. Das Atelier ist in der Alten Rinderschlachthalle in Hamburg ansässig und bietet aktuell 30 Künstlern einen Arbeitsplatz.
Neben dem Atelier betreiben die Schlumper auch eine eigene Galerie unweit des Ateliers.

## Dienstleistungen
Bei barner 16 werden neben den rein künstlerischen Tätigkeiten auch verschiedene Service- und Dienstleistungen vorgenommen. Unter dem Dach des Netzwerks befindet sich die Textil- und Siebdruckmanufaktur sieben mit angeschlossenem Ladengeschäft.
Unter dem Namen 17digital werden bei barner 16 analoge Medien wie Dias, VHS, Hi8, Super 8, Vinyl und MCs technisch optimiert und digitalisiert.